# 贾斯汀·塔克
贾斯汀·保罗·塔克（英語：Justin Paul Tucker，1989年11月21日—），美式橄榄球踢球员，出生于美国德克萨斯州休斯敦，现效力于NFL的巴尔的摩乌鸦。截至2022年，他保持着NFL最远任意球射门命中（66码）的纪录。随乌鸦队获得过第四十七屆超級盃。

## 生涯
塔克大学时就读于德克薩斯大學奧斯汀分校，并在其校队长角牛队担任踢球员。他在2012年NFL选秀中落选，2012年5月29日以自由球员身份签约巴尔的摩乌鸦。由于在季前赛表现出色，他被指定为首发踢球员。
在新秀2012赛季，塔克即射门准确，42次一分加踢全部命中，33次任意球仅射失3次。2013年1月12日，乌鸦队在季后赛第二轮分区赛中对阵丹佛野马，塔克在双加时赛中以一记47码远的任意球射门终结比赛，该场比赛也被成为里高奇迹。在当赛季超级碗对阵旧金山49人的比赛中，他在第四节打入两个任意球，帮助乌鸦队以34-31夺冠。
在新秀赛季后，塔克继续在乌鸦队效力并保持状态，多次入选职业碗，包括2013赛季、2016赛季、2019赛季–2022赛季。
2021年9月26日，在对阵底特律雄狮的比赛中，乌鸦队在比赛仅剩7秒时16-17一分落后，塔克此时以一计66码远的任意球帮助球队反超比分绝杀，这计任意球也创造了NFL最远任意球射门命中纪录。

## 荣誉和纪录

### NFL荣誉
- 第四十七屆超級盃冠军
- 6次职业碗 (2013, 2016, 2019–2022)
- NFL2010年代十年最佳阵容（英语：National Football League 2010s All-Decade Team）
- NFL年度最佳球（英语：NFL Play of the Year Award）（2021）

### NFL纪录
- 职业生涯最高任意球射门命中率（最少100次射门）
- 最远任意球射门命中： 66码
- 单场最多50+码任意球射门命中：3次（并列）
- 单赛季最多50+码任意球射门命中：10次（并列）